# Gabriel-François Doyen

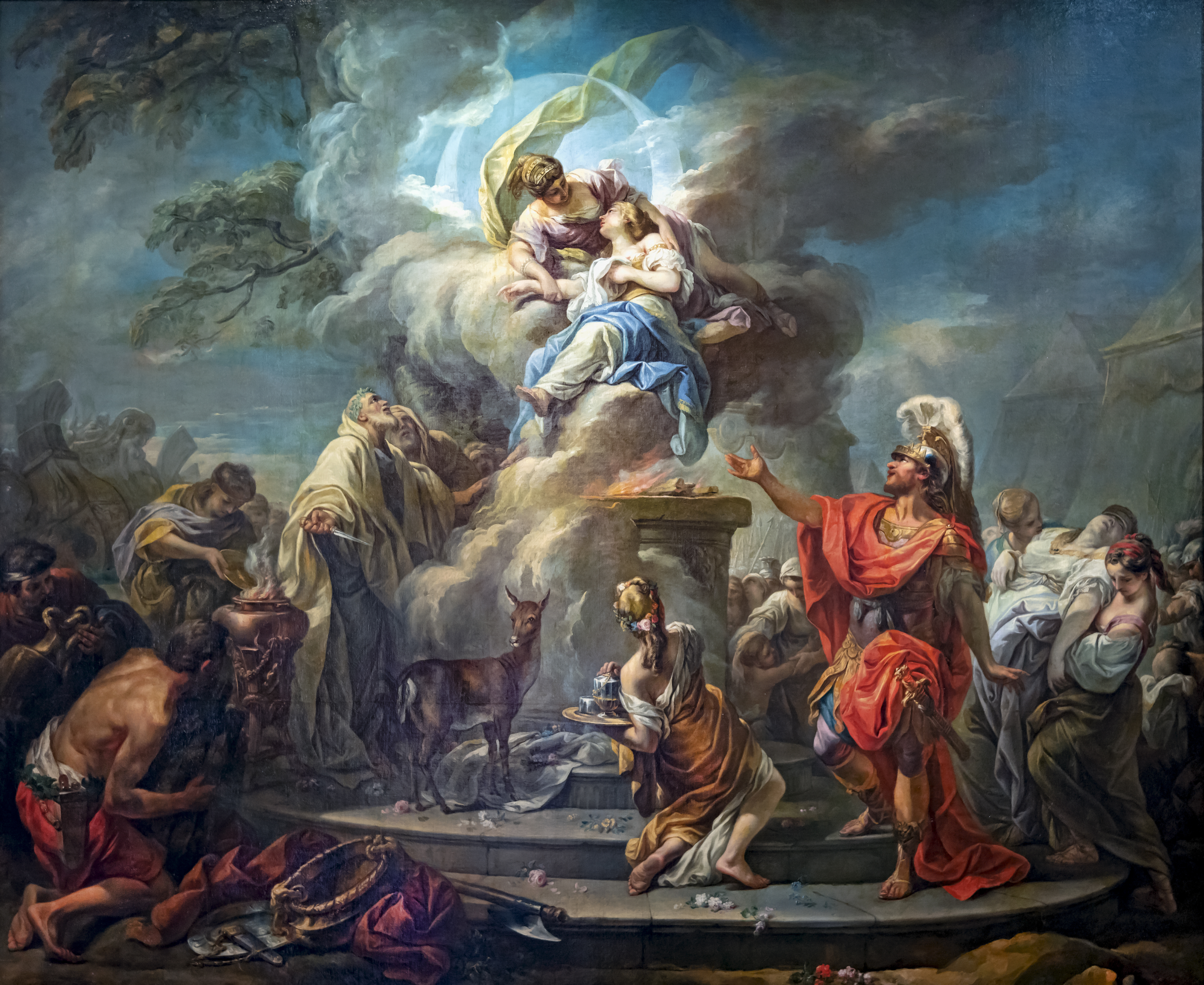
Il sacrificio di Ifigenia 1749
Collection Motais de Narbonne

Gabriel-François Doyen (Parigi, 20 maggio 1726 – San Pietroburgo, 13 marzo 1806) è stato un pittore francese specializzato nella pittura di avvenimenti storici, religiosi e nella ritrattistica.

## Biografia
Nipote e figlio di tappezzieri reali, lavorò nella bottega di Carle van Loo. Ottenne il prix de Rome nel 1748. Entrò a far parte dell'Académie royale de peinture et de sculpture nel 1759 e divenne professore dal 1776. Ebbe come allievi Jean-Victor Bertin, Olivier Perrin e Pierre-Antoine Mongin. Salvò la vita a Jacques-Louis David giungendo in tempo mentre stava per suicidarsi.
Realizzò una serie di dipinti sull'Iliade da servire come modelli per la Manifattura dei Gobelins.
Pittore del re, lasciò la Francia per la Russia nel 1792 (venne dichiarato emigrato nel 1793) dove divenne pittore di Caterina II e dello zar Paolo I: venne nominato direttore dell'Accademia di belle arti di San Pietroburgo ed eseguì numerose opere di alto livello artistico. Decorò diversi palazzi imperiali e formò molti pittori russi.

## Opere

### Pitture
- Louis XVI reçoit à Reims les hommages des chevaliers du Saint-Esprit, 13 giugno 1775, Versailles, musée national du château et des Trianons;
- David jouant de la harpe, Saint-Brieuc, Musée d'art et d'histoire de Saint-Brieuc;
- Le Magnificat, Digione, musée national Magnin;
- Allégorie de la naissance du duc de Valois, 6 ottobre 1773, Versailles, musée national du château et des Trianons;
- Le Miracle des ardents, Douai, musée de la Chartreuse de Douai;
- Saint Jérôme, musée Jeanne d'Aboville, La Fère
- La Mort de Virginie, Galleria nazionale di Parma
- Sainte Geneviève et le Miracle des Ardents (1767), église Saint-Roch a Parigi;
- La Dernière Communion de saint Louis, peinture pour le maître-autel de la chapelle de l'École militaire (Parigi)  ;
- Décoration de la chapelle Saint-Grégoire aux Hôtel des Invalides a Parigi;
- Fresques du palais de Gatchina, près de San Pietroburgo;
- L'Adoration des mages, église Saint-Martin, Mitry-Mory.

### Disegni
- Saint évêque détruisant les idoles, Bayonne, musée Bonnat;
- Trois études avec un groupe de figures implorant, Bayonne, musée Bonnat;
- Sainte Cécile et Saint Valérien couronnes par un ange, Saint-Brieuc, musée d'art et d'histoire des Côtes-d'Armor;
- La Mort de Virginie, Parigi, museo del Louvre, département des Arts graphiques ;
- La Présentation au Temple, Parigi, museo del Louvre, département des Arts graphiques ;
- Le Miracle des ardents, Parigi, museo del Louvre, département des Peintures ;
- Sainte Geneviève apaisant la peste des ardents, Le Mans, musée de Tessé;
- Sainte Geneviève met fin au Mal des Ardents, Parigi, museo del Louvre, département des Arts graphiques ;
- Triomphe d'Amphitrite ou la pêche, Versailles, musée national du château et des Trianons;
- Une fête du dieu des jardins, Parigi, museo del Louvre, département des Arts graphiques ;
- Hercule se présentant au temple de l'Hymen, Parigi, museo del Louvre, département des Arts graphiques ;
- L'Apothéose de saint Louis, roi de France, porté par des anges, Parigi, museo del Louvre, département des Arts graphiques.